# Lotononis crumanina
Lotononis crumanina är en ärtväxtart som beskrevs av George Bentham. Lotononis crumanina ingår i släktet Lotononis och familjen ärtväxter. Inga underarter finns listade i Catalogue of Life.